# 宋該
宋 該（そう がい、生没年不詳）は、五胡十六国時代前燕の人物。字は弘宣。平原郡の出身。宋諺とも記載される。

## 生涯
永嘉の乱を避け、同郡出身の劉翔や杜群と共に都督幽州諸軍事の王浚に帰順したが、やがて見限って段部を頼った。
その後、段部も主君としては足りないと考え、諸々の流民を引き連れて慕容部の首領慕容廆に帰順した。
建興元年（313年）4月、幕僚として迎え入れられた。やがて、龍驤主簿に任じられた。
大興2年（319年）12月、慕容廆が遼東で自立していた東夷校尉崔毖を破ると、かねてより名望高かった高瞻を登用しようとしたが、高瞻は病と称して一切応じなかった。宋該はかねてより高瞻と仲が悪かったので、高瞻を処断するよう慕容廆を唆した。慕容廆はこれに応じなかったが、高瞻はこの事を憂い、心労の余りやがて亡くなった。
宋該は崔毖を討伐した戦果を東晋朝廷へ報告する様に建議すると、慕容廆はこれを容れた。宋該は正使となり、副使の裴嶷と共に宇文部から奪取した玉璽を持って江東へ赴いた。
咸和6年（331年）、宋該は僚属と共に協議して「廆は一隅で功績を建てているが、任務の重さに対して官位は低く、他の者と差が無い。これでは華・夷を鎮圧するには足りず、廆の官爵を勧めるよう上表すべきだ」と論じ合い、共に慕容廆へ大将軍・燕王の封拝を請うよう勧めた。慕容廆はこれに従い、群臣にこの事を議論させると、皆これに賛同した。これを受け、東夷校尉封抽らは慕容廆を燕王へ封じる様に東晋朝廷へ上表したが、認められなかった。
咸康3年（337年）9月、慕容皝が燕王を称するに当たっては、宋該が群臣を承乾殿に招集した。宋該は常伯に任じられ、列卿・将帥の一員となった。
後に右長史に移り、さらに遼東内史に任じられた。
永和3年（347年）10月、慕容皝が承乾殿にて開いた宴会に招かれ、この時に布百匹余りを賜った。その為、自ら持ち帰ろうとしたが、重さに耐えきれずにその場に転倒してしまい、これを大いに恥じたという。
ある時、侍郎韓偏より賄賂を受け取った事から、彼を孝廉に推挙した。だが、慕容皝は「孝廉というものは道徳があって沈着聡明な者の事を言い、これによって王庭より推挙されるのである。偏は叛徒を助けて迷固した罪があり、王威をもって征伐に臨んだ際には、城に拠って醜言を為し、反逆する事甚だしいと言えよう。どうしてこれを信用できようか。該（宋該）はその身を吏に引き渡し、4年の刑に服すように。また、偏（韓偏）は賄賂を用いて昇進を乞い、王典を乱した事から官を免じて終身禁固とするように」と命じた。以降の動向は不明である。

## 人物
宋該は貪欲な性格であったという。
記室参軍封裕は慕容皝の酷政を諫める際、宋該の名を引き合いに出しており「右長史の宋該らは媚び諂って迎合するばかりであり、軽々しく諫士を弾劾しております。己に骨鯁（己の意志を曲げない剛直さ）が無い事から、これを持つ者に嫉妬し、その耳と目を覆い隠そうとしているのです。不忠である事甚だしいと言えます」と酷評している。